# Tipula (Pterelachisus) sharva
Tipula (Pterelachisus) sharva is een tweevleugelige uit de familie langpootmuggen (Tipulidae). De soort komt voor in het Oriëntaals gebied.